# Flint Town United FC
Flint Town United FC is een Welshe voetbalclub uit Flint.
In 1886 werd Flint FC opgericht. Rond de eeuwwisseling speelden ook Flint Athletic en Flint UAC (United Alkali Company)  in Flint. In 1950 ging Flint FC samen met Flint UAC en ging als Flint Town FC spelen. Na de Tweede Wereldoorlog ging Flint Town samen met Flint Athletic en speelde vanaf 1949 als Flint Town United FC.
Vanaf 1937 speelde de club in de West Cheshire League. Vanaf de jaren 60 zakte de club weg naar lager amateurniveau en wist pas eind jaren 80 de weg omhoog terug te vinden. In 1989 won Flint Town United de Welsh League North en werd in 1990 ingedeeld in de nieuwe Cymru Alliance. De club werd in 1991 direct kampioen en versloeg ook Abergavenny Town FC om het enige Welshe non-leaguekampioenschap. In 1992 werd de club tweede. Flint Town United was in 1993 een van de stichtende leden van de League of Wales maar degradeerde na vijf seizoenen. In 2020 keerde de club terug op het hoogste niveau na een tweede plaats in de vanwege COVID-19 afgebroken Cymru North waar lijstaanvoerder Prestatyn Town FC geen licentie verkreeg voor het hoogste niveau.
De 2e plaats in het seizoen 2023/24 was voldoende om naar het hoogste niveau te promoveren. Kampioen Holywell Town had de licentie voor de Cymru Premier namelijk niet tijdig aangevraagd.
Aberystwyth Town ·
Bala Town ·
Barry Town ·
Briton Ferry Llansawel ·
Caernarfon Town ·
Cardiff Metropolitan University ·
Connah's Quay Nomads ·
Flint Town United ·
Haverfordwest County ·
Newtown ·
Pen-y-Bont ·
The New Saints